# دوسيتية
الدوسيتية (بالإنجليزية Docetism) هي فرقة فلسفية مسيحية متأثرة بالغنوصية، ظهرت في القرن الثاني للميلاد عارضتها الكنائس المسيحية بشدة واعتبرتها هرطقة لأنها تؤكد على أن ناسوت (جسد) يسوع ليس له وجود حقيقي لأن الجسد مادي والمادة ليس لها وجود فعلي حقيقي في اعتقادهم.

## تأثيل
ترجع تسمية هذه الفرقة إلى الكلمة اليونانية (δοκείν/δόκησις dokeĩn)، التي تعني  يظهر أو يتجلى بالعربية، يسوع في اعتقادهم مجرد تجلي وظهور لله وليس هو الله فعلا مما يجعلهم أقرب إلى الأفلاطونية المحدثة وبعض الفرق الصوفية.

## الفلسفة
إن أكثر الفلسفات قربا للدوسيتية في الفلسفة الحديثة هي المثالية المطلقة لهيجل، لأنهما يعتقدان أنه ليس للمادة أي وجود حقيقي، وأن لا وجود حقيقي إلا لما هو روحي أو عقلي، بالنسبة للدوسيتية المادة شر ويسوع بناسوته المادي ليس إلا مظهر لله وليس الله نفسه مما يجعلها على اعتقاد بأسبقية ما هو لاهوتي روحي على ما هو ناسوتي مادي وهذا ما يؤدي إلى القول بأسبقية بعض الأقانيم Hypostasis على بعضها في الوجود لأن أقنومي الآب والروح القدس يخلوان في طبيعتهما مما هو مادي بخلاف الابن الذي له طبيعتين ومشيئتين إلهية روحية وإنسانية مادية وهكذا تكون للآب والروح القدس أسبقية في الوجود على الابن وهذا ما يتعارض مع اعتقاد أغلب الكنائس في عصرنا التي تؤكد على عدم وجود أي أسبقية في الوجود لأقنوم على آخر لأن هذا يعني أن الأقنوم الأسبق سيكون هو خالق الأقانيم الأخرى فيبطل مفهوم التثليث ككل.

## الصراع مع الكنائس
لقد اختفت الفرقة الدوسيتية مثل الكثير من الفرق الغنوصية منذ مئات السنين، لكن الكنائس إلى يومنا هذا ما زالت تحارب فكرها، وأساس هذا الصراع يعود إلى الصراع بين النزعتين المادية والمثالية الفلسفية، فالكنائس تمثل ذات نزعة مادية تتغذى من الثقافة اليهودية للعهد القديم الذي تعترف به أغلب الكنائس ويمتلئ بالتصورات المادية للإله كما ورد في سفر التكوين في قصة صراع الله مع يعقوب أما الدوسيتية فهي ذات نزعة مثالية تتغذى من الثقافة اليونانية خصوصا الأفلاطونية والأفلاطونية المحدثة التي تؤكد على تعالي ما هو عقلي وروحي على ما هو مادي.